# Development
Il terzo album in studio della band nu metal statunitense Nonpoint.

## Formazione
- Elias Soriano - voce
- Andrew Goldman - chitarra
- Ken "K. Bastard" MacMillan - basso
- Robb Rivera - batteria

## Tracce
1. Development – 3:27
2. Circles – 3:30
3. Your Signs – 3:29
4. Normal Days – 4:04
5. My Own Sake – 3:36
6. Hands – 4:01
7. Excessive Reaction – 2:51
8. Mountains – 4:05
9. Any Advice? – 3:29
10. Hide and Seek – 3:05
11. Get Inside – 2:54
12. Mint – 4:24